# Kosuriće
Kosuriće (cyr. Косуриће) – wieś w Serbii, w okręgu raskim, w mieście Novi Pazar. W 2011 roku liczyła 90 mieszkańców.